# Delphyre macella
Delphyre macella är en fjärilsart som beskrevs av Paul Dognin 1911. Delphyre macella ingår i släktet Delphyre och familjen björnspinnare. Inga underarter finns listade i Catalogue of Life.